# Ekonomista
Ekonomista – osoba zajmująca się ekonomią, termin ma dwa znaczenia.
W węższym sensie ekonomista to osoba (możliwie ekspert) zajmująca się ściśle pojętą ekonomią teoretyczną, zazwyczaj makroekonomią, często przy tym także narzędziami prognostycznymi, takimi jak ekonometria czy ekonomia matematyczna, a nawet finansami czy teorią wyboru publicznego. Do tej kategorii zalicza się nielicznych naukowców i analityków; kryteria uznania za „prawdziwego” ekonomistę są rozmyte.
W szerszym sensie, potocznie – ekonomista to człowiek pracujący na polu szeroko pojętych nauk ekonomicznych, bardzo rzadko łącznie z naukami o zarządzaniu. Wówczas do tej kategorii zalicza się zarówno ekonomistów w znaczeniu ścisłym, jak i bankowców, rachunkowców (księgowych), finansistów, aktuariuszy, towaroznawców, różnych praktyków gospodarczych i przedstawicieli wielu innych ekonomicznych zawodów. Zazwyczaj nie włącza się tu osób zajmujących się szeroko pojętym zarządzaniem – menedżerów, konsultantów, badaczy rynku.